# Baskisches Statistikamt

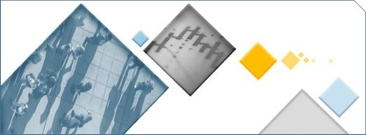
EUSTAT - Das Baskische Statistikamt

Das Baskische Statistikamt Eustat (Instituto Vasco de Estadística) wurde 1986 gegründet. Die unabhängige Behörde der baskischen Regierung untersteht dem baskischen Wirtschaftsministerium. Ihre Aufgabe liegt in der Erhebung, Analyse und Veröffentlichung offizieller statistischer Informationen zu ihr aufgetragenen Aspekten der baskischen Gesellschaft und Wirtschaft. Das Amt führt Forschungs- und Entwicklungstätigkeiten, Schulungen und methodologische Unterstützung durch und arbeitet mit Universitäten, staatlichen Institutionen und Eurostat zusammen.
Seine Arbeit unterliegt dem spanischen Gesetz zum Schutz personenbezogener Daten. Dies gewährleistet, dass Eustat keine Informationen liefert, mit denen seine durch das Statistikgeheimnis geschützten Auskunftgebenden identifiziert oder Einzeldaten erhoben werden können. Es fungiert als Koordinator von zwei Beratungsorganen, einmal der baskischen Statistikkommission (Comisión Vasca de Estadística), an der die Ministerien der baskischen Regierung, die Regionalregierungen (Diputaciones Forales) und die Kommunen als Daten generierende Organe beteiligt sind, und zum anderen des baskischen Statistikrates (Consejo Vasco de Estadística), der auch alle sozialen Akteure und Vertreter der Gesellschaft einbezieht.
Seine statistischen Verfahren werden in den alle vier Jahre vom baskischen Parlament verabschiedeten Plänen festgelegt und über die jährlichen Statistikprogramme durchgeführt. Im baskischen Statistikplan (Plan Vasco de Estadística) für den Zeitraum 2005–2008 wurden 180 Verfahren angegangen.

## Dienstleistungen
- Informationsdienst
- Maßgeschneiderte Informationsanforderungen
- Statistische Informationen im Netz
- Datenbank
- Verkauf von Publikationen
- Methodenbetreuungsdienst